# Familie Schimek (1957)
Familie Schimek ist ein österreichischer Spielfilm von Georg Jacoby. Das Drehbuch hatten Karl Farkas und Helmuth M. Backhaus verfasst. Es beruht auf dem gleichnamigen Bühnenstück von Gustav Kadelburg. Die Hauptrollen sind mit Theo Lingen, Fita Benkhoff, Oskar Sima und Helga Martin besetzt. Seine Uraufführung erlebte das Werk am 24. Mai 1957 in Wien. In die bundesdeutschen Kinos kam es erstmals am 21. Juni 1957 in Wiesbaden (Thalia). 

## Handlung
Ministerialrat Kaltenbach hat soeben im Theater ein Bläsertrio zur Verschönerung seines 20sten Hochzeitstages engagiert. Als er das Theater verlässt, sieht er, wie eine Balletteuse von zwei Kerlen belästigt wird. Er eilt ihr zu Hilfe, nimmt ihr die Pakete ab und begleitet sie zur Straßenbahn. Wie aus dem Nichts taucht auf einmal ein starker Kerl auf. Es stellt sich heraus, dass dieser nicht nur der Verlobte der Tänzerin, sondern auch schrecklich eifersüchtig ist. Kaltenbach bekommt es mit der Angst zu tun; er ergreift die Flucht und vergisst dabei, dem Mädchen die Pakete zurückzugeben.
Endlich zu Hause angekommen, findet der Ministerialrat ein gerichtliches Schreiben vor, mit dem er zum Vormund der ihm unbekannten Familie Schimek bestellt worden ist. Kaltenbachs Frau Bernhardine öffnet neugierig die mitgebrachten Pakete und erschrickt, als sie den Inhalt sieht: ein Paar Netzstrümpfe und eine Brosche mit der Widmung: „Meiner geliebten Braut zum 18. Geburtstag“. Nun bekommt der Beamte den Zorn seiner Gattin zu spüren. Doch damit nicht genug! Er macht die Bekanntschaft mit einem gewissen Herrn Zawadil, der für die Tischlerei Schimek die Buchführung in seiner Westentasche erledigt. Dieser zwielichtige Kerl fordert Kaltenbach auf, sich nur um die Erziehung der ungeratenen Schimek-Kinder zu kümmern und sich bloß nicht in den Zawadilschen Kompetenzbereich einzumischen. Kaltenbach aber lässt sich dies nicht gefallen und setzt kurzerhand den schmierigen Buchhalter vor die Tür. Dadurch hat er ihn zu seinem Feind gemacht.
Zawadil wird zugetragen, dass Kaltenbach einen unmoralischen Lebenswandel führen soll. Aber vorläufig weiß noch keiner, dass es sich bei dem „unmoralischen Lebenswandel“ um die minderjährige Tänzerin Hedwig Schimek handelt und diese Kaltenbachs Mündel ist.
Frau Bernhardine sammelt eifrig Belastungsmaterial für ihre Ehescheidung. Ihre Energie wird jedoch durch einen unerwarteten Antrittsbesuch der Familie Schimek gebremst. Wie Heuschrecken fallen die lebhaften Kinder über die Wohnung her. Frohlocken kann darüber nur einer: Zawadil! In einer von ihm inszenierten „Gerichtsverhandlung“ will er das Szepter endgültig an sich reißen. Zu seiner Enttäuschung stellt sich jedoch heraus, dass Kaltenbachs angeblicher Seitensprung ganz harmlos war. Rasch hat sich das Ehepaar wieder versöhnt. Hedwig und ihr Verlobter versichern sich ewige Treue. Kaltenbach-Tochter Dora erhält von ihren Eltern den Segen zur Heirat mit dem netten Scheidungsanwalt. Zawadil bemüht sich um die Liebesgunst der Witwe Schimek, die sich schon lange wieder nach einem Mann sehnt.

## Produktionsnotizen
Die Bauten wurden von dem Filmarchitekten Leo Metzenbauer geschaffen. Für die Kostüme war Margarethe Volters zuständig.

## Kritik
Das Lexikon des internationalen Films zieht folgendes Fazit: „Konfektioniertes Familienlustspiel für geringe Ansprüche, frei nach einem alten Bühnenschwank, der bereits 1935 […] treffender und erheiternder verfilmt wurde.“

## Quelle
- Programm zum Film: Illustrierte Film-Bühne, Vereinigte Verlagsgesellschaften Franke & Co. KG, München, Nummer 3751